# 奇連·丹普西
克林頓·德魯·"奇連"·丹普西（英語：Clinton Drew "Clint" Dempsey，1983年3月9日—）出生於德克薩斯州，美國足球傳奇巨星之一，司職中場，現已退役。他曾是美國國家足球隊成員。2014年世界盃足球賽加納對上美國之戰，丹普西於第32秒射門成功，丹普西的高效率在世界盃史上排名第5。

## 美國國家隊成員
丹普西首次代表美國是於2003年在阿聯酋舉行的世青盃。2004年11月17日首次代表一隊踢球，對戰牙買加國家足球隊。2006年5月2日獲選入隊出戰2006年世界盃足球賽。現時在一隊踢55場入15球，是唯一在世界盃入球的美國球員，是1:2對加納的一個追平入球。在2010年世界盃外圍賽，丹普西的53秒入球打破美國最快入球外圍賽紀錄，8-0大炒巴巴多斯國家足球隊。
丹普西號稱國家隊必然正選，有時會客串正選之位，是因為他具備埋門獨覺和頭上功夫了得。贏得美國足球界個人最高榮譽－美國足球年度最佳運動員（即Honda年度足球員），那在那年的選舉，他擊敗富咸隊友基拿和麥比迪，在全球當中207名記者的投票，他獲得237點成為第一名。
2009年洲際國家盃分組賽對埃及，丹普西頂入一個價值連城的頭槌，助美國大勝對手3-0，終以得失球較佳壓到意大利國家足球隊等對手，晉級四強。
在四強對陣西班牙國家足球隊，丹普西憑著一個入球，使美國贏2-0，並將球隊送進決賽，他亦獲選該仗最佳球員，決賽對陣巴西國家足球隊。
經過此屆賽事後，丹普西被普遍看好加入一些大球會，而自己在國家隊地位更加鞏固。
丹普西入球能力也很高，他在2005年美洲金盃、2006年世界盃足球賽、2007年美洲金盃、2010年世界盃足球賽、2014年世界盃足球賽、2015年美洲金盃也是第一個美國球員入球。
國際賽入球

## 外部連結
- 足球数据库：奇連·丹普西的球员统计数据
- 富咸官網簡歷